# Wet van Hubble-Lemaître

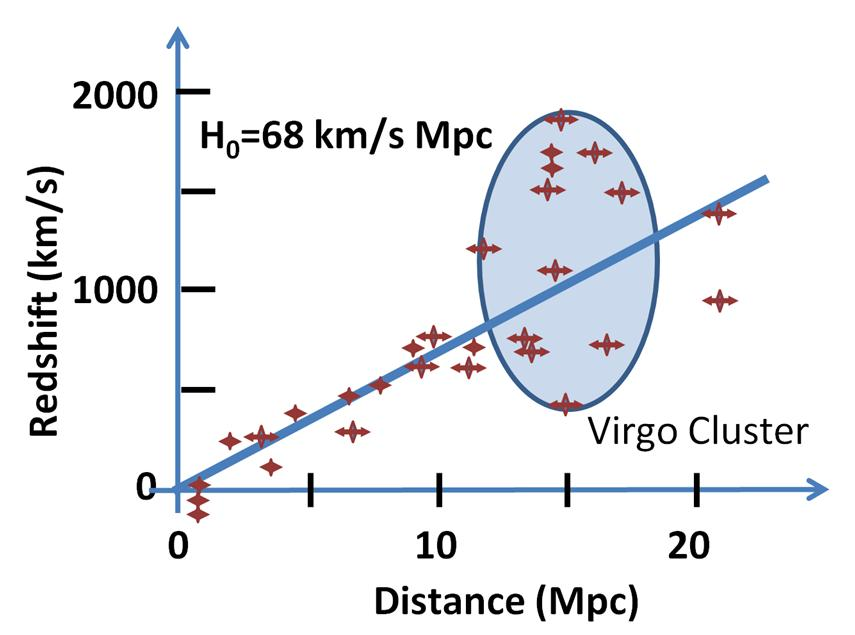
Wet van Hubble-Lemaître: de roodverschuiving afgezet tegen de afstand voor een aantal sterrenstelsels

De wet van Hubble-Lemaître, tot 2018 de wet van Hubble, is een wet, of zo men wil vuistregel, in de sterrenkunde, die stelt dat sterrenstelsels zich van elkaar verwijderen met een snelheid die evenredig is met hun onderlinge afstand. Hoe verder de sterrenstelsels van onze aarde staan, hoe sneller ze zich van ons verwijderen. 'Wet' is misschien een wat sterke uitdrukking voor deze regel, omdat bijvoorbeeld de Andromedanevel zich juist naar het melkwegstelsel toe beweegt. Niettemin gaat de wet beter op naarmate de afstanden waar het om gaat groter worden.
Omgekeerd kan, wanneer voor een sterrenstelsel op grote afstand uit de roodverschuiving bekend is hoe snel het zich van ons af beweegt, worden berekend hoe ver het van ons af staat.

## Geschiedenis
In 1922 vond Carl Wilhelm Wirtz dat kleine sterrenstelsels een grotere radiële snelheid lijken te hebben dan grotere stelsels.
Edwin Hubble formuleerde de wet in 1929 op grond van nieuwe waarnemingen, twee jaar nadat Georges Lemaître dit theoretisch  deed. Hubble ontdekte de wet door de roodverschuiving van het lichtspectrum van het licht van de sterrenstelsels te verklaren door het dopplereffect. Hubble zette de berekende snelheid volgens het dopplereffect uit tegen de afstand van de sterrenstelsels en vond een lineair verband tussen snelheid en afstand. De natuurkundige constante die deze lineaire relatie uitdrukt, is de hubbleconstante. De waarde waar Hubble zelf op uitkwam was 500 km/s/Mpc, maar hij heeft de onderlinge afstanden tussen de sterrenstelsels onderschat. Tijdens de dertigste algemene vergadering van de IAU in 2018 werd de naam in wet van Hubble-Lemaître veranderd.

## Formule
De wet kan in een formule worden uitgedrukt:
{\displaystyle H_{0}={\frac {v}{d}}}
Hierin is 
{\displaystyle H_{0}} de hubbleconstante uitgedrukt in km/s/Mpc,
{\displaystyle d} de afstand tot de aarde in megaparsec Mpc en
{\displaystyle v} de snelheid in km/s, waarmee het sterrenstelsel zich van ons verwijdert.
Het bepalen van de hubbleconstante is een lastige zaak omdat de astronomische afstandsmeting gecompliceerd is.

## Waarde

Verschillende bepalingen van de hubbleconstante sinds het jaar 2000

De waarde van de hubbleconstante is lang onderwerp van debat geweest tussen Gérard de Vaucouleurs, die een waarde van 100 km/s/Mpc bepaalde, en Allan Sandage, die de waarde op 50 km/s/Mpc bepaalde. De waarde van de hubbleconstante kon met het Hubble key project aanzienlijk nauwkeuriger worden bepaald. Een goede bepaling van de hubbleconstante is gepubliceerd in mei 2001 en bedraagt 72±8 km/s/Mpc. De WMAP bepaalde de waarde op 71 km/s/Mpc. De waarde is met behulp van de ruimtetelescoop Hubble op 74 km/s/Mpc bepaald en die waarde is in 2023 door de James Webb-ruimtetelescoop bevestigd.
De hubbleconstante neemt volgens de theorie van de versnelde uitdijing van het heelal in waarde toe. De energie die daarvoor nodig is, is de donkere energie.

## Leeftijd van het heelal en de hubbleconstante
De hubbleconstante wordt meestal gegeven in kilometer per seconde per megaparsec (km/s/Mpc) en heeft dus de dimensie 1/tijd. Het omgekeerde van de hubbleconstante, {\displaystyle 1/H} heet de hubbletijd: de leeftijd die het heelal zou hebben als het altijd aan het uitzetten zou zijn geweest met de snelheid waarmee het nu uitzet.
Als men ervan uitgaat dat de snelheden {\displaystyle v} van de sterrenstelsels gelijk blijven in de tijd, dan geldt: {\displaystyle d=v\cdot t} en als men deze formule in de wet van Hubble invult is het resultaat: 
{\displaystyle H=1/t_{H}},
waarin {\displaystyle t_{H}} de hubbletijd is, de tijd die is verlopen sinds de oerknal. Dit geeft een waarde van 13,6 ± 0,8  miljard jaar. Bij een versnelling van de uitdijing, dus {\displaystyle H>1/t_{H}} en {\displaystyle 1/H_{0}}, zou het heelal ouder zijn.